# Motocross Madness 2
Motocross Madness 2 är ett motocrossracingdatorspel utvecklat av Rainbow Studios och utgivet av Microsoft Game Studios år 2000. Spelet är en uppföljare till Motocross Madness från 1998.